# سارق الحبب
سارق الحبب (الاسم العلمي: Aphrophora)، جنس حشرات بقية من نصفيات الأجنحة وفصيلة سارقات الحببيات.
هناك ما لا يقل عن 80 نوعًا موصوفًا في جنس سارق الحبب.